# Никита Нижњетаглински
Епископ Никита Нижњетаглински (рођ. Тедор Петрович Делекторски; 22. децембар 1876, Покров, Владимирска губернија — 19. новембар 1937, полигон Бутово, Лењински округ, Московска област) — епископ Руске православне цркве, епископ Нижњетагилски.
Канонизован за светитеља Руске православне цркве у августу 2000. године.

## Биографија
Рођен је 22. децембра 1876. године у граду Покров, Владимирска губернија, у породици свештеника Петра Дмитријевича Делекторског, свештеника храма Покрова Пресвете Богородице у граду Покров.
Године 1897. завршио је Владимирску богословију у другој категорији, након чега је послат за наставника Закона Божијег у Јужнојску школу у селу Јужа, Вјазниковски округ (данас Ивановска област).
Године 1898. оженио се Антонином Флоринском, ћерком катедралног протојереја града Александрова.
3. августа 1898. године рукоположен је у свештеника при храму Свето-Николајевског метоха у граду Переслављу.
Од 1901. до 1907. служио је као председник ревизијске комисије у Переславској богословској школи.
Од 1903. до 1907. године служио је као наставник закона у црквеној школи Николајевског метоха и био старешина и учитељ закона у Успенској парохијској школи у граду Переслављу.
Године 1907. брак се заправо распао због одласка његове жене. У браку је рођена ћерка Лидија.
22. августа 1909. на захтев штаба је разрешен дужности и 31. августа исте године постаје добровољац на Московској богословској академији. 16. октобра 1910. године потврђен је за студента.
Године 1915. дипломирао је на Московској богословској академији у другој категорији са кандидатом богословије за есеј „Старозаветни пророци као пастири“, који је добио високе похвале рецензената.
1. октобра 1915. године постављен је за помоћника секретара савета и одбора Московске богословске академије.
17. јула 1916. године одликован је камилавком за нарочите подвиге у ратним приликама.
27. децембра 1916. године напустио је Московску духовну академију и на позив епископа пермско-кунгурског Андроника (Николског) постављен за ректора Петропавловске катедрале у Перму и наставника теорије књижевности и историје св. страна књижевност у Пермској епархијској женској школи.
Године 1919. уздигнут је у чин протојереја и исте године одликован је златним напрсним крстом од Више привремене црквене управе Сибира, на челу са архиепископом Силвестром (Олшевским).
У вези са одлуком о монашком постригу, поднео је молбу за развод Епископу пермском Силвестру (Братановском), који је пресудио: „С обзиром на непознато одсуство Антонине Делекторске 15 година и развод брака протојереја Теодор Делекторскаја са њом на грађанском суду, црквени благослов од ње како се тајна укида да би се пружила прилика протојереју Теодору Делекторском да се у потпуности посвети служењу Светој Цркви у монаштву“.
Године 1922. вратио се у Владимирску губернију и 14. јуна епископ переславски Дамјан (Воскресенски) је постављен за настојатеља Саборне цркве Христовог рођења у граду Александрову, са додељивањем дужности декана градских цркава, заузевши место г. његов упокојени рођак протојереј Александар Делекторски. Близу Александрова, у селу Стара Слобода, октобра 1923. године, млађи брат протојереја Теодора Владимир Делекторски је почео да служи као свештеник.
Почетком 1924. тешко се разболео; 1. фебруара, због болести, био је принуђен да одбије да служи у Саборној цркви Рођења. Од привременог администратора Владимирске епархије епископа звенигородског Николаја (Добронравова) добио је 7. априла разрешење дужнодти.

## Епископска служба
Дана 7. маја 1924. године, Патријарх московски и целе Русије Тихон и Привремени Патријаршијски Синод, састали су се у Донском манастиру у Москви, „саслушавши молбу верујућих пастира и пастве града Бугулме, Самарске епархије, за отварање суфраганске архијерејске катедре у граду Бугулми и за именовање у њу квалификованог кандидата, одлучили су: у граду Бугулми, Самарска епархија, да отворе катедру суфраганског епископа, на коју су поставили протојереја Христовог. Саборна црква града Александрова, Владимирска епархија, Теодор Делекторски, са монашким постригом. Постављење и рукоположење протојереја Теодора Делекторског, по постригу у монаштво, обавиће се у Москви.“.
9. маја у храму Валаамског подвожја у Москви (2. Тверска-Јамска, 52) митрополит Нижегородски Сергије (Страгородски) постриже га у монаштво са именом Никита. Сутрадан је узведен у чин архимандрита.
Дана 29. априла (12. маја) исте године, у храму Девет мученика Кизичких у граду Москви, хиротонисан је за епископа бугулмског, викара Самарске епархије. Хиротонију су извршили: Патријарх московски и целе Русије Тихон, Митрополит Нижегородски Сергије (Страгородски), Митрополит Тверски Серафим (Александров) и митрополит Крутицки Петар (Пољански).
По доласку у Бугулму, ухапсио га је ОГПУ под оптужбом да је имао везе са Белим Чесима током грађанског рата. Истражитељи нису могли да докажу ову оптужбу. Епископ Никита, који је провео месец дана у затвору, пуштен је на слободу.
Године 1925. поново је ухапшен због вршења богослужења без дозволе локалних власти као епископ потчињен Патријарху Тихону и обележавања његовог имена за време службе, док су они признавали само обновитеље као легитимну верску организацију. После месец и по дана у затвору у граду Мелекеси, пуштен је на слободу.
Августа 1926. године постављен је за епископа новооснованог Ореховско-зујевског викаријата Московске епархије. Служио је у Орехово-Зуеву до 3. септембра 1927.
16. септембра 1927. године постављен је за епископа Нижњетагиљског, викара Свердловске епархије.
Одликовао се непохлепношћу и благоразумљем. Понекад је одлазио у Москву и онда боравио код неких побожних људи који су примали странце.
1930-1933 служио је казну на изградњи Дњепарске хидроелектране, где је радио као чувар и коњушар.
Године 1934. вратио се у Орекхово-Зуево, живео у крајњем сиромаштву, понашао се као безуман. Обраћали су му се као проницљивом старцу.
За њим се трага од 1935. године. Живео је тако што је предавао старо гвожђе, које је скупљао где год је могао да их нађе. 1936-1937, скривајући свој чин и име, провео је ноћ код полицајца Краснова (или Краскова), који је био прожет симпатијама према бескућнику. Полицајац га је пустио да преноћи у полицијској касарни и „понекад му дао и чај“. Политички инструктор је знао за то и рекао је Краснову: „Овај старац је добар, безопасан, али пази да не заспиш са њим.“
Добивши наређење да започну масовне репресије у лето 1937. године, власти Орехов-Зуева почеле су да прикупљају информације преко обновитеља који су служили у Ореховско-зујевском храму о свом свештенству које живи у њиховом граду, а посебно о епископу Никити. Власти су ухапсиле регента Ореховско-Зујевског храма С. Г. Андреева само зато што је, према гласинама, одржавао контакт „са лутајућим епископом Делекторским“. С. Г. Андреев је осуђен на смртну казну и стрељан 27. септембра 1937. на полигону Бутово.
Владика Никита је 18. октобра 1937. године по четврти пут ухапшен. Тихо је ставио новчаник са документима на прозор гробљанске цркве код које је ухапшен. Мештани су га донели у полицијску станицу. Превезен је у Москву у затвор у Таганску. Обновитељски свештеници су били сведоци у његовом случају: један из Орехова-Зуева, други из Загорска. Они су епископа Никиту окарактерисали као монархисту и реакционара који је клеветао совјетски режим. У оптужници је наведено да је „Ф.П. Делекторски био илегални лутајући епископ, активиста Истинске руске православне цркве. Изводио је антисовјетску агитацију и бавио се контрареволуционарним активностима. Тројка НКВД-а је 17. новембра осудила епископа на смрт.
Стрељан 19. новембра 1937. на полигону Бутово код Москве; Тог дана тамо је стрељано 190 људи. Сахрањен у непознатој заједничкој гробници.

## Канонизација и поштовање
Канонизован као свети новомученик и исповедник Руски на Јубиларном Архијерејском Сабору Руске Православне Цркве у августу 2000. године за општецрквено поштовање. Он се поштује као први од новомученика Орехово-Зујевског.
Патријарх Кирил је 19. новембра 2009. године дао благослов за изградњу капеле код цркве Новомученика и исповедника на полигону Бутово. Пошто се на данашњи дан прославља сећање на свештеномученика Никите (Делекторског), одлучено је да се капела освешта у његову част. Капела је подигнута 2010. године и постала је трећа црквена зграда парохије. Његово освећење је обављено 8. августа 2010. године.